# Apollonia van Ravenstein
Apollonia (Plonja) van Ravenstein (Geldrop, 12 augustus 1952) is een voormalig Nederlands actrice en fotomodel. In 1986 speelde ze de rol van Yolanda Kruisman in de eerste film van Flodder. Vanwege haar Brabantse tongval werd haar stem echter nagesynchroniseerd door Tanneke Hartzuiker.
Zij is bekender als fotomodel in de jaren 70 en 80. Zij heeft model gestaan voor Norman Parkinson, Richard Avedon en Irving Penn. Haar foto's stonden in diverse tijdschriften zoals Vogue en Magazine Ambiance (1978). In 1972 ging ze naar de Verenigde Staten en kreeg daar een exclusief contract met de Amerikaanse Vogue. Naast de modellenwereld was ze ook actief in de kunst- en popwereld. Ze ontmoette daar Andy Warhol, die haar heeft getekend, was een van Mick Jaggers vriendinnen en stond model voor Playboy in juni 1978. In 1985 maakte modefotograaf Bart van Leeuwen (1950-2017) met haar de serie "Plonja in Napels", in kleding van Frank Govers. In 1986 maakte hij met haar een fotoserie in Parijs, in kleding van Chanel en Dior. Ze speelde een kleine rol in de videoclip voor Golden Earrings Quiet Eyes van Anton Corbijn in 1986.
Sinds eind jaren 90 bevaart Apollonia van Ravenstein de wereldzeeën, als gastvrouw en tolk aan boord van luxecruiseschepen van de Holland-Amerika Lijn. Ze is getrouwd met een kapitein.

## Filmografie
- Seraphita's Diary (1982), als Seraphita[4]
- Nothing Lasts Forever (1984), als Mara Hofmeier[5]
- Flodder (1986), als Yolanda Kruisman[6]